# Championnat de France de football de deuxième division 2004-2005
 (mars 2024).
Si vous disposez d'ouvrages ou d'articles de référence ou si vous connaissez des sites web de qualité traitant du thème abordé ici, merci de compléter l'article en donnant les références utiles à sa vérifiabilité et en les liant à la section « Notes et références ».
Navigation
Ligue 2 2003-2004 Ligue 2 2005-2006
Le Championnat de France de football de deuxième division 2004-2005 est la 66e édition du championnat de France de Ligue 2. La compétition est remportée par l'AS Nancy-Lorraine.

## Les 20 clubs participants
| \| Brest Dijon Angers Sedan Le Havre Clermont-Ferrand Guingamp Amiens Troyes Créteil Grenoble Laval Châteauroux Gueugnon Lorient Nancy Montpellier Niort Le Mans Reims \| Localisation des clubs engagés dans le championnat. |
| Brest Dijon Angers Sedan Le Havre Clermont-Ferrand Guingamp Amiens Troyes Créteil Grenoble Laval Châteauroux Gueugnon Lorient Nancy Montpellier Niort Le Mans Reims                                                           |

- Amiens SC
- Angers SCO
- Stade brestois
- LB Châteauroux
- Clermont Foot
- US Créteil-Lusitanos
- Dijon FCO
- Grenoble Foot
- FC Gueugnon
- EA Guingamp
- Stade lavallois
- Le Havre AC
- Le Mans UC
- FC Lorient
- Montpellier HSC
- AS Nancy-Lorraine
- Chamois niortais FC
- Stade de Reims
- CS Sedan-Ardennes
- ES Troyes AC

## Classement
Victoire à 3 points
| Rang | Équipe                    | Pts | J  | G  | N  | P  | Bp | Bc | Diff |
| ---- | ------------------------- | --- | -- | -- | -- | -- | -- | -- | ---- |
| 1    | AS Nancy-Lorraine         | 71  | 38 | 21 | 8  | 9  | 54 | 33 | +21  |
| 2    | Le Mans UC 72 R           | 68  | 38 | 20 | 8  | 10 | 51 | 30 | +21  |
| 3    | ES Troyes AC              | 68  | 38 | 20 | 8  | 10 | 61 | 48 | +13  |
| 4    | Dijon FCO P               | 57  | 38 | 14 | 15 | 9  | 44 | 34 | +10  |
| 5    | LB Châteauroux            | 57  | 38 | 14 | 15 | 9  | 51 | 43 | +8   |
| 6    | CS Sedan-Ardennes         | 57  | 38 | 16 | 9  | 13 | 38 | 38 | 0    |
| 7    | EA Guingamp R             | 56  | 38 | 15 | 11 | 12 | 53 | 43 | +10  |
| 8    | Montpellier HSC R         | 55  | 38 | 15 | 10 | 13 | 44 | 39 | +5   |
| 9    | Stade brestois 29 P       | 55  | 38 | 13 | 16 | 9  | 38 | 34 | +4   |
| 10   | FC Lorient-Bretagne Sud   | 50  | 38 | 14 | 8  | 16 | 47 | 51 | -4   |
| 11   | Grenoble Foot 38          | 48  | 38 | 12 | 12 | 14 | 45 | 50 | -5   |
| 12   | FC Gueugnon               | 48  | 38 | 12 | 12 | 14 | 30 | 40 | -10  |
| 13   | Amiens SC                 | 47  | 38 | 11 | 14 | 13 | 41 | 41 | 0    |
| 14   | Stade lavallois MFC       | 47  | 38 | 13 | 8  | 17 | 43 | 51 | -8   |
| 15   | US Créteil-Lusitanos      | 46  | 38 | 11 | 13 | 14 | 42 | 38 | +4   |
| 16   | Stade de Reims P          | 43  | 38 | 10 | 13 | 15 | 34 | 55 | -21  |
| 17   | Le Havre AC               | 42  | 38 | 11 | 9  | 18 | 28 | 42 | -14  |
| 18   | Clermont Foot Auvergne 63 | 39  | 38 | 8  | 15 | 15 | 34 | 39 | -5   |
| 19   | Chamois niortais FC       | 38  | 38 | 10 | 8  | 20 | 40 | 52 | -12  |
| 20   | SCO Angers                | 38  | 38 | 8  | 14 | 16 | 32 | 44 | -12  |

Promotions et relégations
- Promotion en Ligue 1 2005-2006
- Relégation en National 2005-2006
- Repêchage en Ligue 2 2005-2006

Abréviations
- P : Promu de National 2003-2004
- R : Relégué de Ligue 1 2003-2004

1. ↑  Le Clermont Foot est repêché à la suite du dépôt de bilan de l'ASOA Valence.

### Classement des buteurs
Le tableau suivant liste les joueurs selon le classement des buteurs pour la saison 2004-2005 de Ligue 2.
| Rang | Buteur         | Club             | Buts Note 1 | Pen. Note 2 | Ratio Note 3 |
| ---- | -------------- | ---------------- | ----------- | ----------- | ------------ |
| 1    | Bakari Koné    | FC Lorient       | 24          | 4           | 0,69         |
| 2    | Robert Malm    | Grenoble Foot 38 | 20          | 7           | 0,53         |
| 3    | Sébastien Grax | ES Troyes AC     | 16          | 5           | 0,46         |

| Mis à jour au 27 mai 2005. 1 : Nombre de buts inscrits incluant le nombre de pénaltys 2 : Nombre de pénaltys 3 : Ratio (buts inscrits/matchs joués) |